# Papilio menatius
Papilio menatius is een vlinder uit de familie van de pages (Papilionidae). De wetenschappelijke naam van de soort is voor het eerst geldig gepubliceerd in 1816 door Jacob Hübner. Deze soort is ook bekend geweest onder de nam Papilio aristeus Stoll, 1782 (soms ook ten onrechte met de naam Cramer als auteur). Die naam is echter een later homoniem van Papilio aristeus Stoll, 1780, en dus niet beschikbaar.

## Ondersoorten
- Papilio menatius menatius
- Papilio menatius cleotas Gray, 1832
- Papilio menatius coelebs Rothschild & Jordan, 1906
- Papilio menatius coroebus C. & R. Felder, 1861
- Papilio menatius ctesiades Rothschild & Jordan, 1906
- Papilio menatius eurotas C. & R. Felder, 1862
- Papilio menatius laetitia Butler, 1872
- Papilio menatius lemoulti Rousseau-Decelle, 1933
- Papilio menatius lenaeus Doubleday, 1846
- Papilio menatius morelius Rothschild & Jordan, 1906
- Papilio menatius syndemis (Tyler, Brown & Wilson, 1994)
- Papilio menatius victorinus Doubleday, 1844
- Papilio menatius vulneratus Butler, 1872